# دائرة الأرصاد الجوية (الهند)
 إدارة الأرصاد الجوية الهندية ( 'IMD' )، كما يشار إليها ب دائرة الأرصاد  هي وكالة تابعة لوزارة علوم الأرض في الحكومة الهندية. وهي المسؤولة عن مراقبة الأرصاد الجوية وتنبؤات الطقس والزلازل. ويقع المقر الرئيسي لها في نيودلهي، ولديها المئات من محطات المراقبة في جميع أنحاء الهند والقارة القطبية الجنوبية.
وهي واحدة من ستة مراكز أقليمية متخصصة في الأرصاد الجوية التابعة لـ المنظمة العالمية للأرصاد الجوية. وتمتلك مسؤولية التنبؤ بالأعاصير وتسمية وتوزيع الإنذارات للأعاصير الاستوائية في منطقة شمال المحيط الهندي، بما في ذلك مضيق ملقا، وخليج البنغال، وبحر العرب والخليج العربي.